# Zuidhorn
Zuidhorn (phát âmⓘ) là một đô thị ở đông bắc Hà Lan. Trong cuộc cải tổ đô thị năm 1990, Zuidhorn đã được mở rộng khi được hợp nhất với Oldehove, Grijpskerk và Aduard. 

## Các trung tâm dân cư
Aalsum, Aduard, Balmahuizen, Barnwerd, Briltil, De Kampen, De Poffert, De Ruigewaard, Den Ham, Den Horn, Diepswal, Electra, Englum, Fransum, Frytum, Gaaikemadijk, Gaaikemaweer, Gaarkeuken, Grijpskerk, Heereburen, Hoekje, Hoogemeeden, Humsterland, Ikum, Kenwerd, Kommerzijl, Korhorn, Lagemeeden, Lammerburen, Lauwerzijl, Niehove, Nieuwklap, Niezijl, Noorderburen, Noordhorn, Noordhornerga, Noordhornertolhek, Okswerd, Oldehove, Pama, Pieterzijl, Ruigezand, Saaksum, Selwerd, Spanjaardsdijk, Steentil, Visvliet, Wierumerschouw và Zuidhorn.